# Ana Firmino
Ana Firmino (Illa de Sal, 1953) és una cantant capverdiana. Als trenta anys va començar a dedicar-se totalment a la música. Ha actuat a Cap Verd i Europa, concretament a Portugal, incloent a la televisió.
Ha col·laborat en dos temes del LP "Feiticeira di côr Morena" d'Antoninho Travadinha. En 1989 va participar en els Encontros Acarte de la Gulbenkian i va editar el disc "Carta de nha Cretcheu" amb Kolá Records. Emigrada a Portugal a principis dels anys 1990, va participar com a actriu en les pel·lícules Fintar o Destino, de 1998, i Testamento do Senhor Napumoceno, de 1997. En 1998 va editar el disc Amor É Tao Sabe. En 2003 va editar l'àlbum "Viva Vida".
És considerada intèrpret de morna i d'altres gèneres musicals capverdians. Una de les seves cançons més conegudes és Chico Malandro, produïda pel músic capverdià Tito París. És mare del músic Boss AC.